# Nous sommes tous des assassins
Nous sommes tous des assassins é um filme de drama francês de 1952 dirigido e escrito por André Cayatte. Estrelado por Marcel Mouloudji, venceu o Prêmio do Júri do Festival de Cannes.

## Elenco
- Marcel Mouloudji - René Le Guen
- Raymond Pellegrin - Gino Bollini
- Antoine Balpêtré - Dr. Albert Dutoit
- Julien Verdier - Bauchet
- Claude Laydu - Philippe Arnaud
- Georges Poujouly - Michel Le Guen
- Jacqueline Pierreux - Yvonne Le Guen
- Lucien Nat - L'avocat général
- Louis Arbessier - L'avocat du tribunal pour enfants
- René Blancard - Albert Pichon
- Léonce Corne - Le colonel instructeur
- Henri Crémieux - L'avocat de Bauchet
- Jean Daurand - Girard